# 雷莎出击2 沉默的圣战
《雷莎出击2 沉默的圣战》是横向卷轴平台游戏，由Quintet开发于超级任天堂平台，艾尼克斯于1993年发行。游戏是《雷莎出击》的续作，但故事没有直接联系。
游戏全球销量18万套。